# Hans-Gert Pöttering
Hans-Gert Pöttering (Bersenbrück, 15 settembre 1945) è un politico tedesco, la cui carriera si svolge ininterrottamente dal 1979 nella Comunità europea (oggi Unione europea). Dal 16 gennaio 2007 al 14 luglio 2009 è stato presidente del Parlamento europeo.

## Biografia

### Origini e formazione
Nato in Bassa Sassonia, Pöttering non conobbe mai suo padre perché morto negli ultimi giorni di servizio come militare nel corso  della seconda guerra mondiale. Pöttering è cresciuto a Bersenbrück. Nel 1966 si è diplomato alla scuola superiore Artland di Quakenbrück. Ha svolto fino al 1968 il servizio militare a Fürstenau e Munster, diventando in seguito  ufficiale di riserva (ultimo grado: Tenente di R.).
Ha seguito studi di giurisprudenza, politica e storia presso le Università di Bonn e di Ginevra. È stato collaboratore scientifico (1976-1979), docente incaricato presso l'Università di Osnabrück (1989) e professore onorario (1995).

### Attività politica

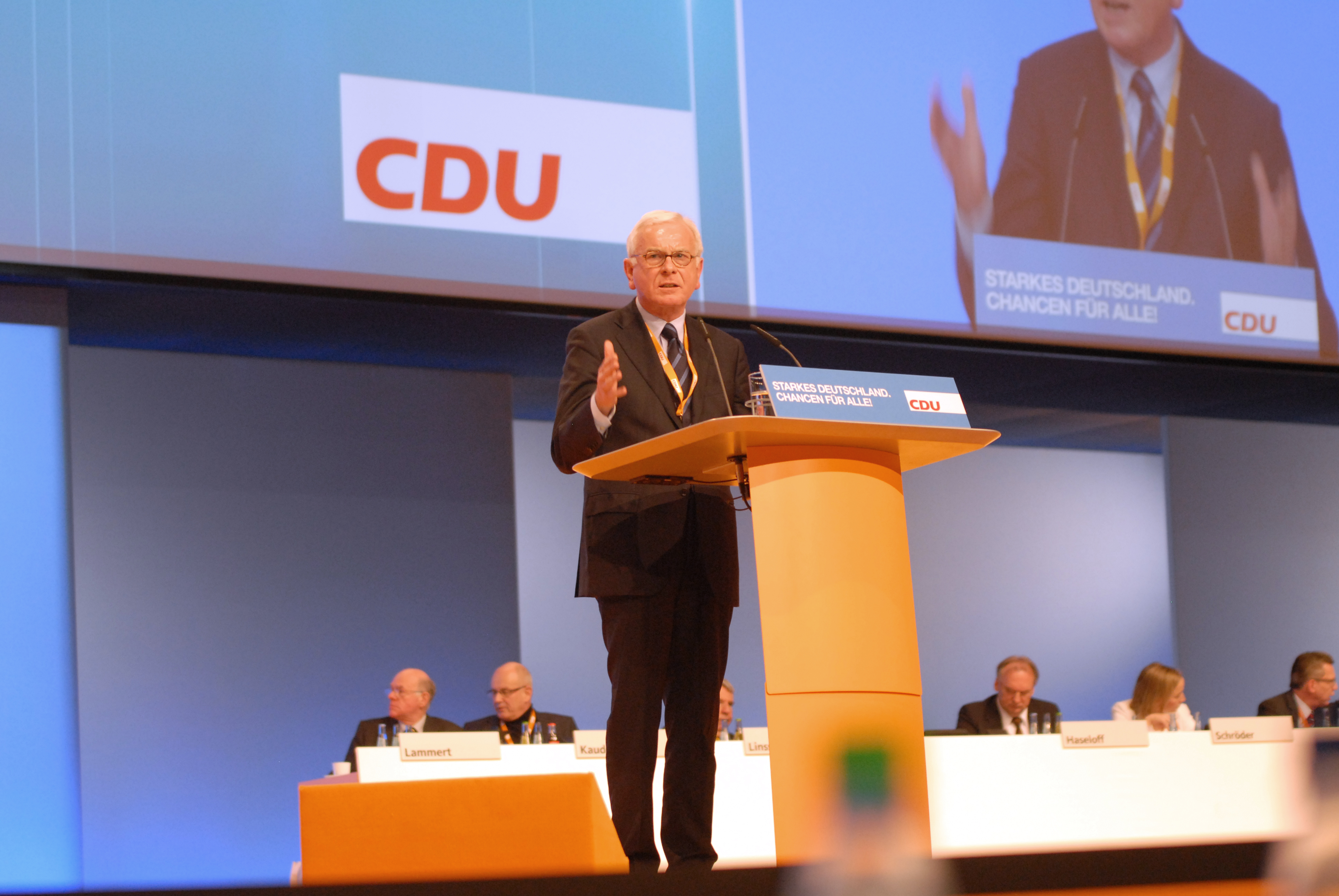
Pöttering alla Giornata della CDU nel 2012

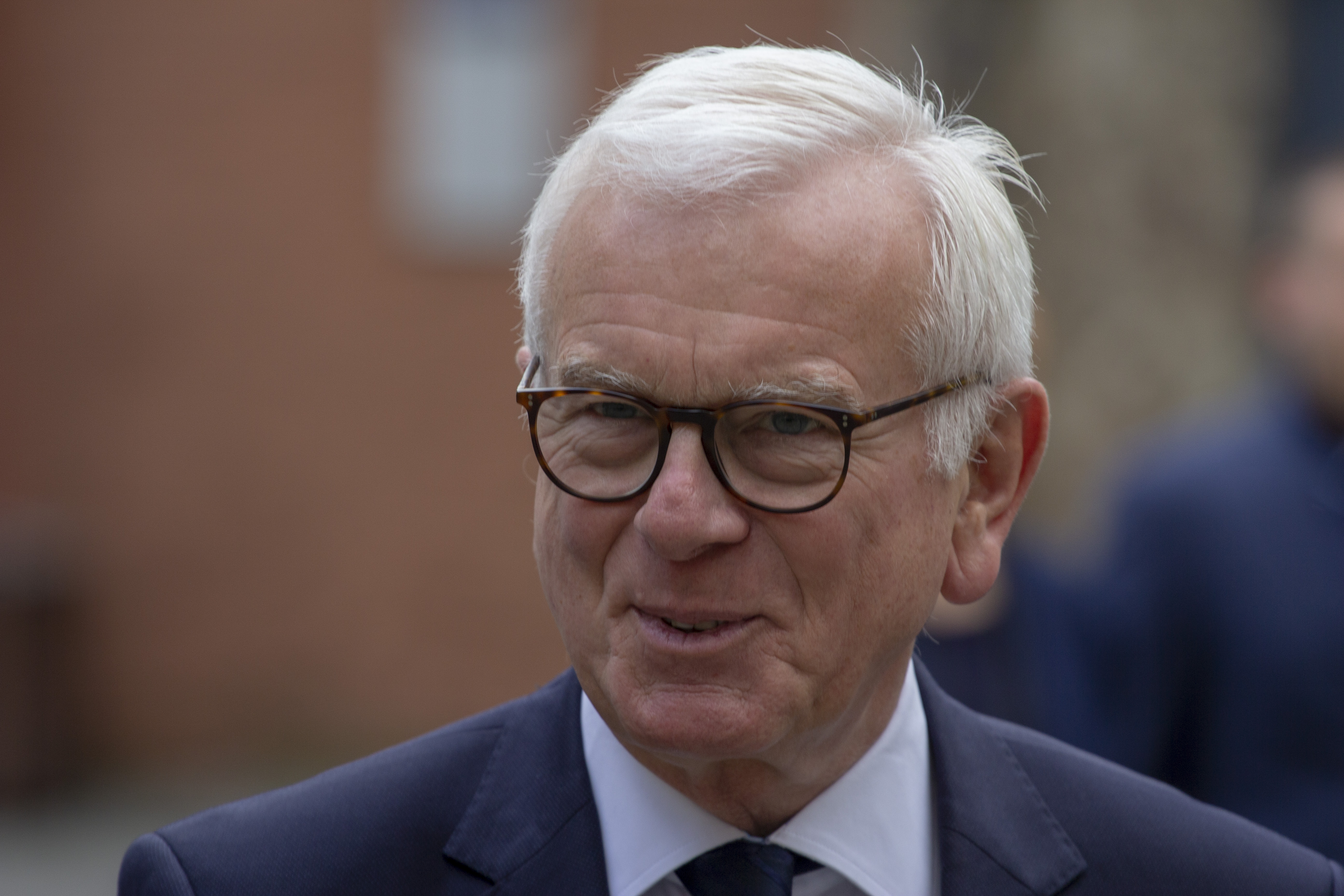
Hans-Gert Pöttering nel 2019

Portavoce della Junge Union (giovani democristiani) della Bassa Sassonia (1974-1980) per la politica europea, è presidente della CDU del circondario di Osnabrück dal 1990, membro dell'ufficio di presidenza e del direttivo federale della CDU e portavoce del Partito Popolare Europeo per la sicurezza dal 1999.
È deputato al Parlamento europeo ininterrottamente dal 1979 e presidente del gruppo PPE-DE dal 1999. A partire dal 2007 fino al 2009 è presidente del Parlamento europeo.
È anche membro dei seguenti organismi:
- Conferenza dei presidenti;
- Commissione per gli affari costituzionali;
- Commissione per gli affari esteri;
- Delegazione per le relazioni con i paesi del sud-est asiatico
- Associazione delle nazioni del sud-est asiatico (ASEAN).

Insignito nel 2008 in Premio Internazionale Vittorino Colombo.

## Pubblicazioni
- Adenauers Sicherheitspolitik 1955–1963. Ein Beitrag zum deutsch-amerikanischen Verhältnis. Droste Verlag, Düsseldorf 1975, ISBN 3-7700-0412-4
- Die Europäische Gemeinschaft nach den Beschlüssen von Maastricht: Vertiefung und Erweiterung, Europa Union Vlg., Bonn 1992, ISBN 3-7713-0424-5
- Europas Vereinigte Staaten: Annäherungen an Werte und Ziele. Edition Interfrom, Zürich 2000, ISBN 3-7201-5237-5, zusammen mit Ludger Kühnhardt
- Weltpartner Europäische Union. Edition Interfrom, Zürich 2001, ISBN 3-7201-5252-9, zusammen mit Ludger Kühnhardt
- Kontinent Europa. Kern, Übergänge, Grenzen. Edition Interfrom, Zürich 2002, ISBN 3-7201-5276-6, zusammen mit Ludger Kühnhardt
- Von der Vision zur Wirklichkeit. Auf dem Weg zur Einigung Europas. Bouvier, Bonn 2004, ISBN 978-3-416-03053-3
- Im Dienste Europas. Bouvier, Bonn 2009, ISBN 978-3-416-03251-3
- Wir sind zu unserem Glück vereint. Mein europäischer Weg. Böhlau, Köln 2014, ISBN 978-3-412-22262-8
- Mein Europa. Werte – Überzeugungen – Ziele. Verlag Herder, Freiburg 2015, ISBN 978-3-451-34837-2